# Абдул Меджид I
Вижте пояснителната страница за други личности с името Абдул Меджид.
Абдул Меджид I (на османски турски: عبد المجيد اول, ‘Abdü’l-Mecīd-i evvel, на турски: Birinci Abdülmecid, I. Abdülmecid) е 31-вият султан на Османската империя от 2 юли 1839 до смъртта си на 25 юни 1861 година. Наследява баща си Махмуд II, а самият той е наследен от брат си Абдул Азис. По-късно султани стават и синовете му Мурад V, Абдул Хамид II, Мехмед V и Мехмед VI, последните владетели на Османската империя. Управлението му се отличава с възхода на националистическите движения в териториите на империята. Абдул Меджид иска да насърчи османизма сред отцепническите подчинени нации и да спре нарастващите националистически движения в империята, но въпреки новите закони и реформи за по-задълбочено интегриране на немюсюлманите и не-турците в османското общество, усилията му се провалят в това отношение.
Той се опитва да сключи съюзи с големите сили на Западна Европа, а именно Обединеното кралство и Франция, които се бият заедно с Османската империя в Кримската война срещу Русия. По време на Парижкия конгрес на 30 март 1856 г. Османската империя официално е включена в европейското семейство на народите.
Най-голямото постижение на Абдул Меджид е обявяването и прилагането на реформите на Танзимат (реорганизация), които са подготвени от неговия баща и ефективно започват модернизацията на Османската империя през 1839 г. За това постижение един от имперските химни на Османската империя, Маршът на Абдул Меджид, е кръстен на него.
Майка на Абдул Меджид I, т.е. Валиде султан, е руската еврейка Безмиалем, известна като Сузи.

## Управление
Абдул Меджид прави опити да централизира управлението и да модернизира армията, но не постига особен успех. Подчинява икономиката и външната политика на Османската империя на интересите на Англия и Франция, под техен натиск обявява Хатихумаюна (1856) 
През по-голямата част от управлението му с голямо влияние се ползва Мустафа Решид паша. Управлението му е изпълнено с бунтове и въстания на покорените народи. Абдул Меджид издава Гюлханския хатишериф (1839) и Хатихумаюна (1856)
При управлението му Империята, в съюз с няколко европейски държави, постига успех във водената срещу Русия Кримска война.
Сред мерките, насърчавани от Aбдул Меджид I, са:
- Въвеждане на първите османски хартиени банкноти (1840 г.)
- Реорганизация на армията, включително въвеждане на наборна повинност (1842–1844)
- Приемане на османски национален химн и османско национално знаме (1844 г.)
- Реорганизация на финансовата система по френски модел
- Реорганизация на Гражданския и Наказателния кодекс по френски модел
- Реорганизация на съдебната система, създаване на система от граждански и наказателни съдилища с европейски и османски съдии.
- Създаване на Meclis-i Maarif-i Umumiye (1845), който е прототипът на Първия османски парламент (1876)
- Създаване на съвет за обществено обучение (1846 г.)
- Създаване на Министерство на образованието
- Според легендата планира да изпрати хуманитарна помощ от 10 000 британски лири в Ирландия по време на големия глад, но по-късно се съгласява да я намали до 1 000 британски лири по настояване или на собствените му министри, или на британските дипломати, за да избегне нарушаването на протокола, като даде повече от кралица Виктория, която прави дарение от 2000 британски лири.
- Планове за премахване на пазарите за роби (1847)
- Планове за изграждане на протестантски параклис (1847)
- Създаване на модерни университети и академии (1848 г.)
- Създаване на османско училище в Париж
- Премахване на данък глава, който налага по-високи тарифи на немюсюлманите (1856 г.)
- На немюсюлманите е разрешено да стават войници в османската армия (1856 г.)
- Различни разпоредби за по-добро управление на обществените услуги и за напредъка на търговията
- Нови поземлени закони, потвърждаващи правото на собственост (1858 г.)

Умира от туберкулоза на 25 юни 1861 г.